# Sergej Charitonov
Sergej Valer'evič Charitonov (in russo Серге́й Валерьевич Харитонов?; Pleseck, 18 agosto 1980) è un lottatore di arti marziali miste, kickboxer, pugile dilettante e lottatore di sambo russo naturalizzato tagiko, attivo nella divisione dei pesi massimi.
È noto per aver lottato ai massimi livelli in quasi tutti gli sport da combattimento da lui praticati.
Nel pugilato, sua prima disciplina di apprendimento, Kharitonov ha ottenuto due medaglie d'argento con la nazionale del Tagikistan ai giochi dell'Asia Centrale del 2003 e ai campionati asiatici di boxe dilettante nel 2004, una medaglia d'argento al campionato nazionale russo del 2005 e prese parte alla stagione 2011-2012 del World Series of Boxing nelle file dei Baku Fires.
Nelle MMA ha combattuto in alcune delle più importanti organizzazioni al mondo quali Pride, Rings, Dream, Strikeforce e M-1 Global, ottenendo importanti vittorie su avversari del calibro di Semmy Schilt, Pedro Rizzo, Fabrício Werdum, Alistair Overeem e Andrei Arlovski.
Nel kickboxing ha preso parte alle promozioni di maggior rilievo mondiale quali la giapponese K-1 e la singaporiana Glory, ed è tuttora campione in carica dei pesi massimi M5; per i ranking Glory è il contendente numero 2 tra i pesi massimi.
Ha inoltre vinto un campionato eurasiatico di sambo ed è stato più volte campione di sambo e di combattimento corpo a corpo nei campionati del VDV.
Non va confuso con l'omonimo (sebbene la traslitterazione nell'alfabeto latino sia differente) Sergey Haritonov, anch'egli atleta di MMA e pugile ma di nazionalità estone.

## Carriera

### Inizi
Sergei Kharitonov nasce a Pleseck nell'allora Unione Sovietica e cresce in una famiglia di atleti.
Già in età adolescenziale iniziò a praticare pugilato e sambo, e al termine delle scuole superiori Sergei prese la decisione di entrare nelle truppe aviotrasportate del VDV presso l'accademia di Rjazan', dove prese parte a competizioni di combat sambo e ARB: il suo soprannome Paratrooper (paracadutista in lingua inglese) è dovuto proprio alla sua esperienza tra i parà russi.
Terminata l'accademia viene contattato dai vertici del Russian Top Team per entrare a far parte della squadra dove ebbe la possibilità di fare da sparring partner a Fedor Emelianenko.
Il primo torneo di MMA al quale prese parte Kharitonov si svolse in Ucraina nel 2000 e Sergei ne uscì vincitore sconfiggendo rapidamente tre avversari durante lo stesso evento.
In quegli anni era comunque attivo come pugile dilettante e, avendo fallito ai trial per entrare nella nazionale olimpica russa, prese la decisione di competere per il Tagikistan, arrivando secondo ai giochi dell'Asia Centrale del 2003 che si svolsero a Dušanbe in Tagikistan, venendo sconfitto in finale dall'uzbeko Rustam Saidov.

### Pride Fighting Championships
Sul finire del 2003 ottenne la convocazione da parte della nazionale olimpica di pugilato del Tagikistan per prendere parte alle Olimpiadi di Atene 2004, ma Kharitonov stesso rifiutò perché ottenne un contratto con l'organizzazione giapponese Pride, al tempo la più prestigiosa al mondo nelle arti marziali miste.
Le prime due vittorie contro il kickboxer Jason Suttie e contro Cory "LA Giant" Peterson avvennero per sottomissione tramite leva al braccio.
Nel 2004 prese parte al Grand Prix per i pesi massimi, dove nel primo turno stese Murilo Rua e nei quarti di finale vinse per KO tecnico anche contro l'ex campione Pancrase e fuoriclasse del kickboxing Semmy Schilt; in semifinale si arrese ai punti contro il peso massimo #1 al mondo Antônio Rodrigo "Minotauro" Nogueira, subendo così la prima sconfitta nelle MMA in dieci gare.
Lo stesso anno proseguì anche come pugile, ottenendo un secondo posto sia ai campionati asiatici di boxe dilettante a Puerto Princesa (Filippine) sia nel campionato nazionale russo tenutosi a Samara.
Nel 2005 torna ai vertici delle MMA mondiali con quattro vittorie consecutive, arrivando a sconfiggere il lottatore Choi Mu-bae, l'ex top fighter UFC Pedro Rizzo e il fuoriclasse di grappling Fabrício Werdum; quell'anno combatté un incontro anche nell'organizzazione Rings.
Negli ultimi anni di vita della Pride, prima che questa venisse rilevata dall'UFC nel 2007 e dismessa, Kharitonov combatté con minor frequenza e con risultati non entusiasmanti, venendo messo KO sia da Alistair Overeem che da Alexander Emelianenko prima del suo ultimo incontro nella promozione, ovvero la vittoria su Mike Russow a Las Vegas.

### K-1 e Dream
In seguito alla caduta della Pride Kharitonov decise di restare in Giappone ed ebbe subito un rematch contro Alistair Overeem in un evento dell'organizzazione Hero's, la quale era una meno famosa sussidiaria della K-1, massima promozione mondiale di kickboxing del tempo: Sergei vendicò così una delle sue sconfitte in carriera stendendo Overeem durante la prima ripresa.
Negli anni a seguire combatté nella neonata organizzazione di MMA Dream, la quale cercò di riproporre uno spettacolo simile a quello che rese popolare la Pride ma ovviamente con un roster di atleti di minor valore: qui il peso massimo russo ottenne una vittoria nel primo round contro Jimmy Ambriz ed una sconfitta per sottomissione contro il forte grappler Jeff Monson; lottò anche nell'evento della notte di San Silvestro Dynamite!! 2010, dove sconfisse l'ex contendente al titolo dei pesi mediomassimi Dream Tatsuya Mizuno.
Nel dicembre del 2009 ebbe modo di mettersi in luce anche come kickboxer quando la K-1, in assoluto la più importante organizzazione mondiale di kickboxing, invitò Kharitonov a prendere parte al K-1 World Grand Prix, uno dei massimi tornei tra gli sport da combattimento di allora: Kharitonov combatté un incontro valido per un eventuale ripescaggio nel torneo contro il fuoriclasse romeno Daniel Ghiță, venendo steso da uno dei poderosi calci del rivale.
L'anno successivo prese parte ad un paio di superfight utili a dare corpo ad alcuni eventi K-1 che ospitavano il K-1 World Grand Prix 2010: Kharitonov sconfisse il giapponese Takumi Sato e perse per KO tecnico contro l'indiano Singh Jaideep.

### Strikeforce e WSOB
Nel 2011 Kharitonov viene chiamato a far parte del roster dei pesi massimi della prestigiosa promozione statunitense Strikeforce, la quale vantava atleti di primissimo livello in tale divisione.
In un'organizzazione prossima ad essere rilevata dalla Zuffa e conseguentemente dismessa, venne organizzato un torneo di pesi massimi che avrebbe incoronato il nuovo campione: Kharitonov nei quarti di finale ottenne una delle vittorie più importanti nella sua carriera nelle MMA, in quanto mise KO alla prima ripresa l'ex campione UFC Andrei Arlovski; in semifinale però dovette arrendersi ad un altro ex campione UFC, ovvero lo specialista del grappling Josh Barnett che vinse per sottomissione.
Sempre tra 2011 e 2012 combatté un paio di incontri di kickboxing nell'organizzazione United Glory vincendo per KO senza grossi patemi contro Mighty Mo e Mark Miller.
Kharitonov tornò anche al pugilato prendendo parte alla stagione 2011-2012 del campionato organizzato dalla World Series of Boxing, ovvero un torneo stagionale a squadre: Kharitonov venne inserito nella rosa dei pesi massimi della squadra azera Baku Fires e in tutta la stagione combatté un paio di incontri nella fase a gironi, sconfiggendo il ghanese Awusone Yekini dei Beijing Dragons e perdendo ai punti contro il diciottenne croato Filip Hrgović dei Paris United.

### Glory e MMA in Russia
Dal 2013 Kharitonov resta ai vertici della kickboxing mondiale ottenendo un contratto con l'organizzazione regina dello sport Glory: debutta in Giappone con il torneo dei pesi massimi opposto al futuro campione Rico Verhoeven, venendo sconfitto ai punti.
Successivamente sconfigge l'inglese Daniel Sam a Chicago e la leggenda Jérôme Le Banner a Tokyo.
Nel 2014 ha una nuova possibilità di prendere parte ad un torneo di pesi massimi, ma anche in questo caso viene eliminato al primo incontro perdendo contro Anderson Silva per decisione unanime; si vendicherà di tale sconfitta in ottobre in un match per il titolo dell'organizzazione russa W5, mettendo KO il brasiliano.
Nelle MMA torna a lottare nel suo paese natale, la Russia, già nel 2012 con una facile vittoria sull'esordiente John Delgado.
In seguito firma con l'importante promozione M-1 Global e al suo debutto, avvenuto a Surgut, non delude e sconfigge l'ex kickboxer Alexey Kudin.
Nel 2014 è tra gli atleti coinvolti nel primo grande evento organizzato dall'M-1 Global in Cina: a Pechino avrebbe dovuto affrontare l'ex campione della divisione Damian Grabowski, ma Kharitonov optò per la sfida contro il campione olimpico di judo ed ex campione IGF Satoshi Ishii, il quale diede forfeit causa infortunio e venne sostituito dall'ex campione M-1 Global Kenny Garner: Kharitonov sconfisse lo statunitense in un incontro non certo spettacolare.

### Risultati nelle arti marziali miste
| Risultato | Record | Avversario               | Metodo                               | Evento                                               | Data              | Round | Tempo | Città                        | Note                                                      |
| --------- | ------ | ------------------------ | ------------------------------------ | ---------------------------------------------------- | ----------------- | ----- | ----- | ---------------------------- | --------------------------------------------------------- |
| Vittoria  | 22-5   | Kenny Garner             | KO Tecnico (stop medico)             | M-1 Challenge 53: Battle in the Celestial Empire     | 25 novembre 2014  | 3     | 2:01  | Pechino, Cina                |                                                           |
| Vittoria  | 21-5   | Tyler East               | KO Tecnico (pugni e ginocchiate)     | Tech-Krep FC: Prime                                  | 21 marzo 2014     | 2     | 2:54  | Krasnodar, Russia            |                                                           |
| Vittoria  | 20-5   | Alexey Kudin             | KO Tecnico (pugni)                   | M-1 Challenge 43: Kharitonov vs. Kudin               | 15 novembre 2013  | 2     | 4:56  | Surgut, Russia               |                                                           |
| Vittoria  | 19-5   | John Delgado             | Sottomissione (keylock)              | Russian MMA Championship                             | 1 giugno 2012     | 1     | 0:34  | San Pietroburgo, Russia      |                                                           |
| Sconfitta | 18-5   | Josh Barnett             | Sottomissione (triangolo di braccio) | Strikeforce World Grand Prix: Barnett vs. Kharitonov | 10 settembre 2011 | 1     | 4:28  | Cincinnati, Stati Uniti      | Strikeforce 2011 Heavyweight Grand Prix, Semifinale       |
| Vittoria  | 18-4   | Andrei Arlovski          | KO (pugni)                           | Strikeforce: Fedor vs. Silva                         | 12 febbraio 2011  | 1     | 2:49  | East Rutherford, Stati Uniti | Strikeforce 2011 Heavyweight Grand Prix, Quarti di finale |
| Vittoria  | 17-4   | Tatsuya Mizuno           | KO (ginocchiata e pugni)             | Dynamite!! 2010                                      | 31 dicembre 2010  | 1     | 1:25  | Saitama, Giappone            |                                                           |
| Sconfitta | 16-4   | Jeff Monson              | Sottomissione (north–south choke)    | Dream 8: Welter Weight Grand Prix 2009 First Round   | 5 aprile 2009     | 1     | 1:42  | Nagoya, Giappone             |                                                           |
| Vittoria  | 16-3   | Jimmy Ambriz             | Sottomissione (pugni)                | Dream 6: Middle Weight Grandprix 2008 Final Round    | 23 settembre 2008 | 1     | 2:15  | Saitama, Giappone            | Debutto in Dream                                          |
| Vittoria  | 15-3   | Alistair Overeem         | KO (pugno)                           | Hero's 10                                            | 17 settembre 2007 | 1     | 4:21  | Yokohama, Giappone           |                                                           |
| Vittoria  | 14-3   | Mike Russow              | Sottomissione (armbar)               | Pride 33: The Second Coming                          | 24 febbraio 2007  | 1     | 3:46  | Las Vegas, Stati Uniti       |                                                           |
| Sconfitta | 13-3   | Alexander Emelianenko    | KO Tecnico (pugni e ginocchiate)     | Pride Final Conflict Absolute                        | 10 settembre 2006 | 1     | 6:45  | Saitama, Giappone            |                                                           |
| Sconfitta | 13-2   | Alistair Overeem         | KO Tecnico (ginocchiate)             | Pride 31: Unbreakable                                | 26 febbraio 2006  | 1     | 5:13  | Saitama, Giappone            |                                                           |
| Vittoria  | 13-1   | Fabrício Werdum          | Decisione (non unanime)              | Pride 30: Starting Over                              | 23 ottobre 2005   | 3     | 5:00  | Saitama, Giappone            |                                                           |
| Vittoria  | 12-1   | Peter Mulder             | Sottomissione (armbar)               | Rings Russia: CIS vs. The World                      | 20 agosto 2005    | 1     | 6:16  | Ekaterinburg, Russia         |                                                           |
| Vittoria  | 11-1   | Pedro Rizzo              | KO Tecnico (soccer kick e pugni)     | Pride Critical Countdown 2005                        | 26 giugno 2005    | 1     | 2:02  | Saitama, Giappone            |                                                           |
| Vittoria  | 10-1   | Choi Mu-Bae              | KO (pugni)                           | Pride 29: Fists of Fire                              | 20 febbraio 2005  | 1     | 3:24  | Saitama, Giappone            |                                                           |
| Sconfitta | 9-1    | Antônio Rodrigo Nogueira | Decisione (unanime)                  | Pride Final Conflict 2004                            | 15 agosto 2004    | 2     | 5:00  | Saitama, Giappone            | Pride 2004 Heavyweight Grand Prix, Semifinale             |
| Vittoria  | 9-0    | Semmy Schilt             | KO Tecnico (pugni)                   | Pride Critical Countdown 2004                        | 20 giugno 2004    | 1     | 9:19  | Saitama, Giappone            | Pride 2004 Heavyweight Grand Prix, Quarti di finale       |
| Vittoria  | 8-0    | Murilo Rua               | KO (pugni)                           | Pride Total Elimination 2004                         | 25 aprile 2004    | 1     | 4:14  | Saitama, Giappone            | Pride 2004 Heavyweight Grand Prix, Primo turno            |
| Vittoria  | 7–0    | Cory Peterson            | Sottomissione (armbar)               | Pride 27: Inferno                                    | 1 febbraio 2004   | 1     | 1:23  | Osaka, Giappone              |                                                           |
| Vittoria  | 6–0    | Jason Suttie             | Sottomissione (armbar)               | Pride Bushido 1                                      | 5 ottobre 2003    | 1     | 2:25  | Saitama, Giappone            | Debutto in Pride                                          |
| Vittoria  | 5–0    | David Shvelidze          | Sottomissione (heel hook)            | Tournament of Real Men 8                             | 20 febbraio 2003  | 1     | 1:00  | Ekaterinburg, Russia         | Vince il torneo TORM 8                                    |
| Vittoria  | 4–0    | Osmanli Vagabov          | Sottomissione (rear naked choke)     | Tournament of Real Men 8                             | 20 febbraio 2003  | 1     | 0:47  | Ekaterinburg, Russia         | Torneo TORM 8, Semifinale                                 |
| Vittoria  | 3–0    | Roman Savochka           | KO Tecnico (infortunio)              | Brilliant 2: Yalta's Brilliant 2000                  | 11 agosto 2000    | 1     | 3:11  | Jalta, Ucraina               | Vince il torneo Brilliant 2                               |
| Vittoria  | 2–0    | Vyacheslav Kolesnik      | KO Tecnico (pugno)                   | Brilliant 2: Yalta's Brilliant 2000                  | 11 agosto 2000    | 1     | 1:26  | Jalta, Ucraina               | Torneo Brilliant 2, Semifinale                            |
| Vittoria  | 1–0    | Zamir Syrgabayev         | Sottomissione (pugni)                | Brilliant 2: Yalta's Brilliant 2000                  | 11 agosto 2000    | 1     | 2:43  | Jalta, Ucraina               | Torneo Brilliant 2, Quarti di finale                      |